# Island i olympiska vinterspelen 1998
Island deltog med sju deltagare vid de olympiska vinterspelen 1998 i Nagano. Ingen av landets deltagare erövrade någon medalj.